# ليروي أندرسون
ليروي أندرسون (بالإنجليزية: Leroy Anderson)‏ (29 يونيو 1908 في كامبريدج - 18 مايو 1975 في كونيتيكت) كان ملحناً أمريكياً.

## حياته
تلقى دروس العزف على البيانو من طرف والدته عندما كان طفلا، تدرب لاحقا على يد هنري غديون معهد بريطانيا الجديد للموسيقى، تعلم البيانو، الترومبون، التلحين، كونترباص، أورغل. ودرس ابتدءا من عام 1926 في جامعة هارفارد، عند كل من فالتر سبالدينغ نظري، إدوارد بالنتيني مزج اللحن، والتر بستون التلحين. في وقت الدراسات ترأس أوركسترا الجامعة والجوق، وبدأ بأولى بعض كتاباته. في عام 1929 أنهى أندرسون دراسته بدرجة ليسانس في الفن. عمل خلال الحرب العالمية الثانية مترجم لدى البنتاغون.
أصبح أندرسون ذات شهرة من خلال مقاطع حفلاته الأصلية الصغيرة.
كانت أول تسجيلاته الموسيقية هي مقطوعة (التانغو الأزرق Blue Tango) والذي باع منها مليون نسخة، وحصل من خلالها على الأسطوانة الذهبية.
أعمال أندرسون المختلفة استخدمت أيضا في الأفلام والتلفزيونات:
- 1963 جيري لويز الآلة الكاتبة (The Typewriter)
- مكتب، مكتب. 1983 سلسلة تلفزيونية من إعداد راينهارد شفابنتسكي (The Typewriter)

## أعماله
- Jazz Pizzicato“, 1938
- The Syncopated Clock“, 1945
- Chicken Reel“, 1946
- Fiddle-Faddle“, 1947
- Sleigh Ride“, 1948
- A Trumpeter’s Lullaby“, 1949
- The Typewriter“, 1950
- The Waltzing Cat“, 1950
- Blue Tango“, 1951
- Plink, Plank, Plunk!“, 1951
- Belle of the Ball“, 1951
- Forgotten Dreams“, 1951
- Klavierkonzert in C, 1953
- Bugler’s Holiday“, 1954
- Goldilocks“, Musical, 1958

## وصلات خارجية
- ليروي أندرسون على موقع IMDb (الإنجليزية)
- ليروي أندرسون على موقع الموسوعة البريطانية (الإنجليزية)
- ليروي أندرسون على موقع ميوزك برينز (الإنجليزية)
- ليروي أندرسون على موقع قاعدة بيانات برودواي على الإنترنت (الإنجليزية)
- ليروي أندرسون على موقع إن إن دي بي (الإنجليزية)
- ليروي أندرسون على موقع أول ميوزيك (الإنجليزية)
- ليروي أندرسون على موقع ديسكوغز (الإنجليزية)
- موقع أندرسون مع قائمة أعماله